# Joe Lawson
Joseph Emmanuel Lawson III, detto Joe (Indianapolis, 14 settembre 1992), è un cestista statunitense.

## Palmarès
- Coppa di Finlandia: 1

Helisnki Seagulls: 2022